# Governo da Argentina

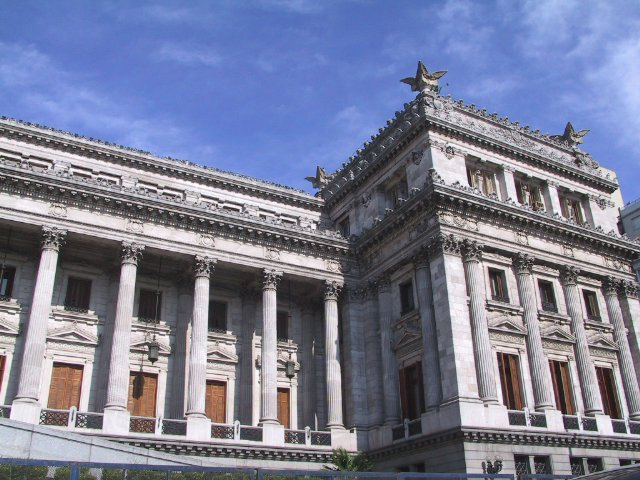
Palácio do Congresso de Buenos Aires

O governo da Argentina constitucionalmente a forma de uma democracia representativa, republicana e federal. Devido a seu caráter federal, o país possui duas estruturas de governo: o Governo Nacional (ou Federal) e 23 governos provinciais, cada um dos quais considerados precedentes à nação, exercendo todos os poderes não delegados expressamente ao governo federal.
Além disso, a cidade de Buenos Aires é regida por um sistema de autonomia, enquanto as províncias e municípios têm subdivisões administrativas.
O governo da Argentina surgiu durante a Revolução de Maio, quando foi criada a Primeira Câmara. Em seguida, com a implementação da Constituição de 1998, foram criados os três poderes (legislativo, executivo e judiciário).